# Bni Rzine
Bni Rzine  (in arabo بني رزين‎?) è un centro abitato e comune rurale del Marocco situato nella provincia di Chefchaouen, regione di Tangeri-Tetouan-Al Hoceima. Conta una popolazione di 20 904 abitanti (censimento 2014).